# 巴尔邦维尔
巴尔邦维尔（法語：Barbonville，法語發音：[baʁbɔ̃vil]）是法国默尔特-摩泽尔省的一个市镇，位于该省南部，属于吕内维尔区。

## 地理
巴尔邦维尔（48°33'15"N, 6°20'39"E）面积10.81 平方千米，位于法国大東部大區默尔特-摩泽尔省，该省份为法国东北部内陆省份，是洛林的一部分，北邻比利时、卢森堡，北起顺时针与摩泽尔省、下莱茵省、孚日省和默兹省接壤。
与巴尔邦维尔接壤的市镇（或旧市镇、城区）包括：沙尔穆瓦、达姆勒维耶尔、欧松维尔、梅翁库尔、罗曼、萨费、维尼厄勒。
巴尔邦维尔的时区为UTC+01:00、UTC+02:00（夏令时）。

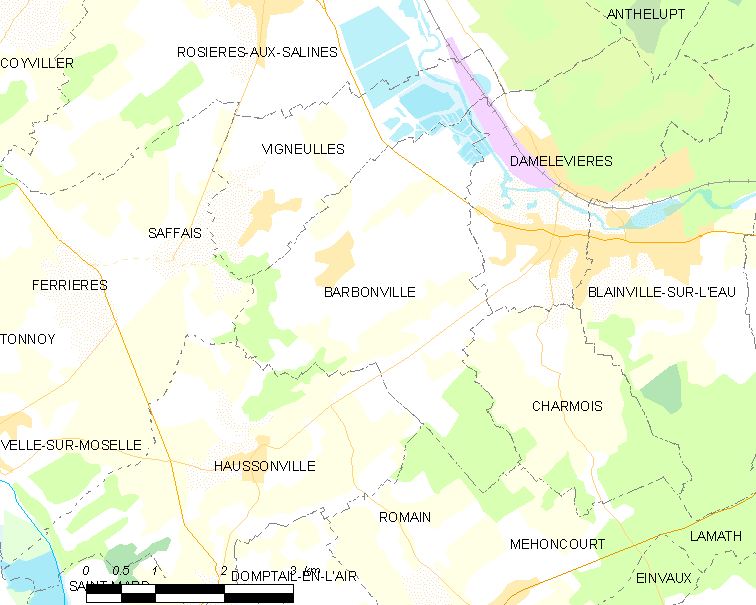
巴尔邦维尔的OSM定位图

## 行政
巴尔邦维尔的邮政编码为54360，INSEE市镇编码为54045。

## 政治
巴尔邦维尔所属的省级选区为吕内维尔第二县。

## 人口

1962-2008年间巴尔邦维尔人口变化图示

巴尔邦维尔于2022年1月1日时的人口数量为431人。